# Элул
Элул (элуль, ивр. אֱלוּל‎) — двенадцатый месяц еврейского календаря (шестой, считая от исхода евреев из Египта). Элул длится 29 дней и приходится на вторую половину августа и первую половину сентября григорианского календаря. В турецком языке соответствует сентябрю (тур. Eylül).
Элул является последним месяцем года перед Рош ха-Шана (канун нового года в еврейском календаре). В это время принято вставать ежедневно до зари и читать молитвы слихот (прощения), а также трубить в бараний рог шофар. Существует различие в обычаях между сефардами и ашкеназами при чтении этих молитв. У сефардов принято читать один и тот же текст в течение всего месяца, а у ашкеназов каждый день отличный текст и только в последнюю неделю месяца.
В этом месяце во дни Ездры окончено было возобновление стены вокруг Иерусалима. В этом же месяце составлен был иудеями акт об утверждении Маккавея Симона начальником и первосвященником до прихода Мессии (1 Мак. XIV, 25—48).

## Название
Название Элуля (как и других месяцев) пришло из Вавилона (после вавилонского пленения), и связано со аккадским словом «улулу» — «сбор урожая, жатва».